# 香港往事
《香港往事》是廣州塗鴉文化傳播有限公司製作的一張唱片。它是陳啟泰第二張個人專輯，第一張發燒專輯。發行商是廣州市星林文化傳播有限公司。唱片于2009年1月10日在廣東省發行，在香港也有銷售。

## 曲目
- 01《堆積情感》Accumulation Of Emotions（原唱：鄺美雲）
- 02《千支針刺在心》Thousand Needles Striaght to My Heart（原唱：林子祥）
- 03《郵差》Postman（原唱：王菲）
- 04《幾許風雨》Ups And Downs（原唱：羅文）
- 05《印象》Impression（原唱：許冠傑）
- 06《似是故人來》Sommersby（原唱：梅艷芳）
- 07《情人》Valentine（原唱：Beyond）
- 08《明知故犯》Wilful Performance（原唱：許美靜）
- 09《飄雪》Falling Snow（原唱：陳慧嫻）
- 10《星語星願》World Of Star And Dream Of Heart（原唱：張栢芝）
- 11《天各一方》In The Different Corner Of World（原唱：曾路得）

## 獎項
- 2009年 2009最佳唱片榜首季上榜專輯頒獎禮暨hifi名品音樂會－－上榜專輯